# 脇町南町
34°4′4.99″N 134°8′47.73″E / 34.0680528°N 134.1465917°E

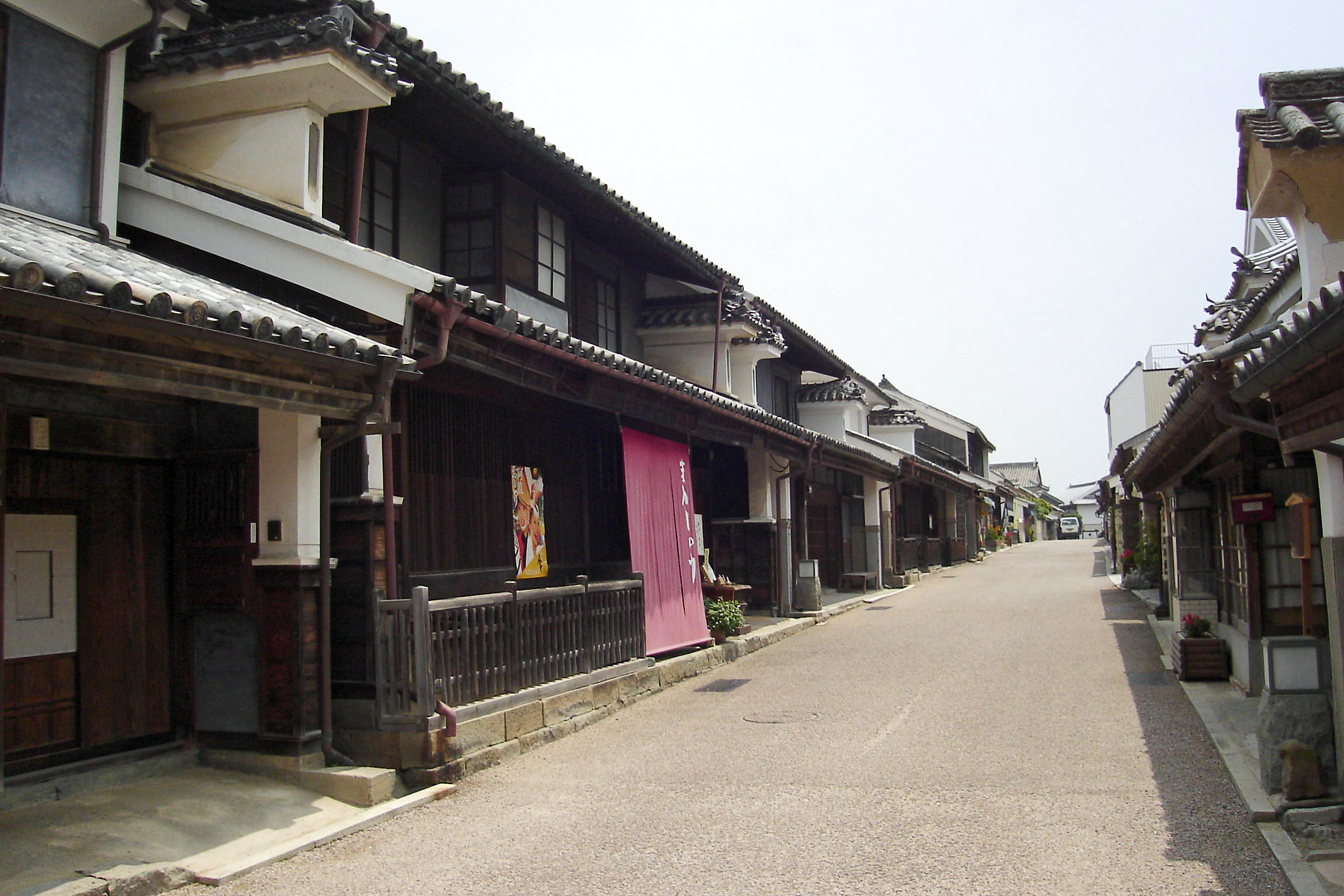
脇町南町（卯建街道）

脇町南町（日语：／ Wakimachi-minamimachi */?），也被稱為「卯建街道」，是位於日本德島縣美馬市脇町大字脇町的一個重要傳統的建造物群保存地區。此區域面積5.3公頃，街道長度430公尺，共有85棟傳統建築，65件相關物件（石垣、井等）。
脇町南町地處吉野川北岸，約在德島市的40公里上游處；此地區現存的民房主要建於明治時代，最古老的建築建於1707年（江戶時代中期），較晚的約建於昭和時代初期，共有85棟傳統建築，在這些建築屋頂兩側大多可見到「卯建」的日本傳統特色裝飾，因此這裡又被稱為「卯建街道」。
「卯建」是位於街道上店面建築設置於屋頂兩側的防火牆，但由於需要花費額外的建築費用，在關西地區逐漸發展為展現財力的裝飾物；過去脇町因藍商而繁榮，這些「卯建」即成為當時繁榮的象徵，現存的卯建大約有50個，是現在日本保留最完整的地方。
此地區已先後被列入阿波歴史文化道、德島88景、西阿波推薦景點100選、都市景觀100選 、日本道路100選、美麗日本歷史風土100選。

## 歴史
1585年德島藩藩主蜂須賀家政將脇城分封給第一家老稻田植元，稻田利用此地位於吉野川中游，具有水上交通的優勢，將此地發展成為藍商的聚集地。此後這裡一直都是脇町地區的主要市區。
1988年，成為日本第28個被列為「重要傳統的建造物群保存地區」的區域。

## 施設
- 吉田家住宅（日语：吉田家住宅 (徳島県美馬市)）：建於1792年的藍商住宅。
- 脇町立圖書
- 脇町鄉土資料館
- 將棋棋士小野五平（日语：小野五平）誕生住所

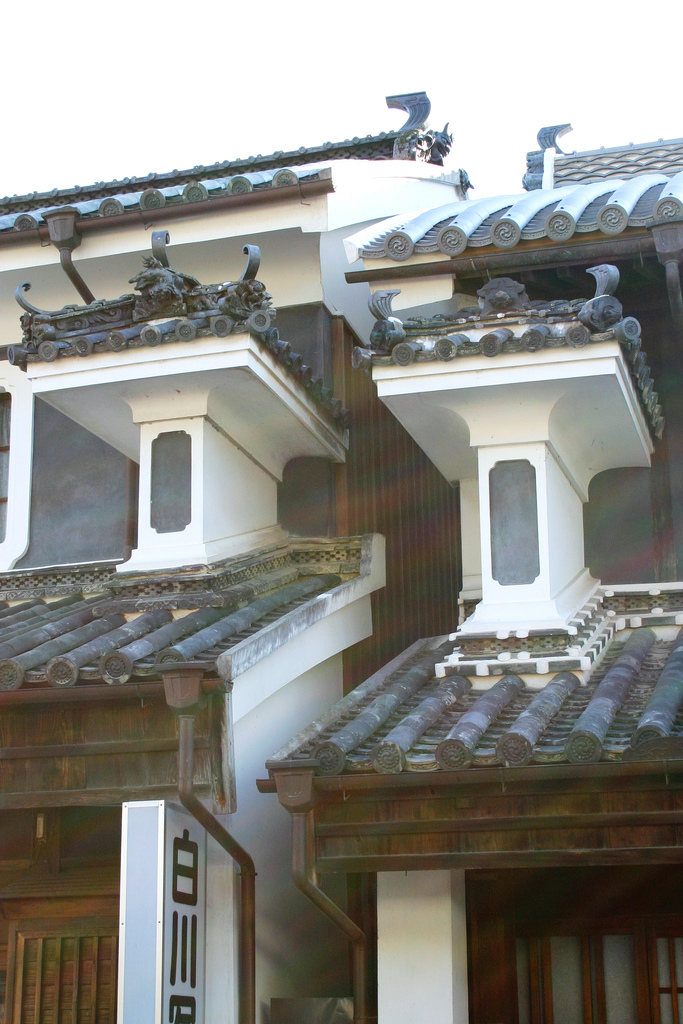
卯建
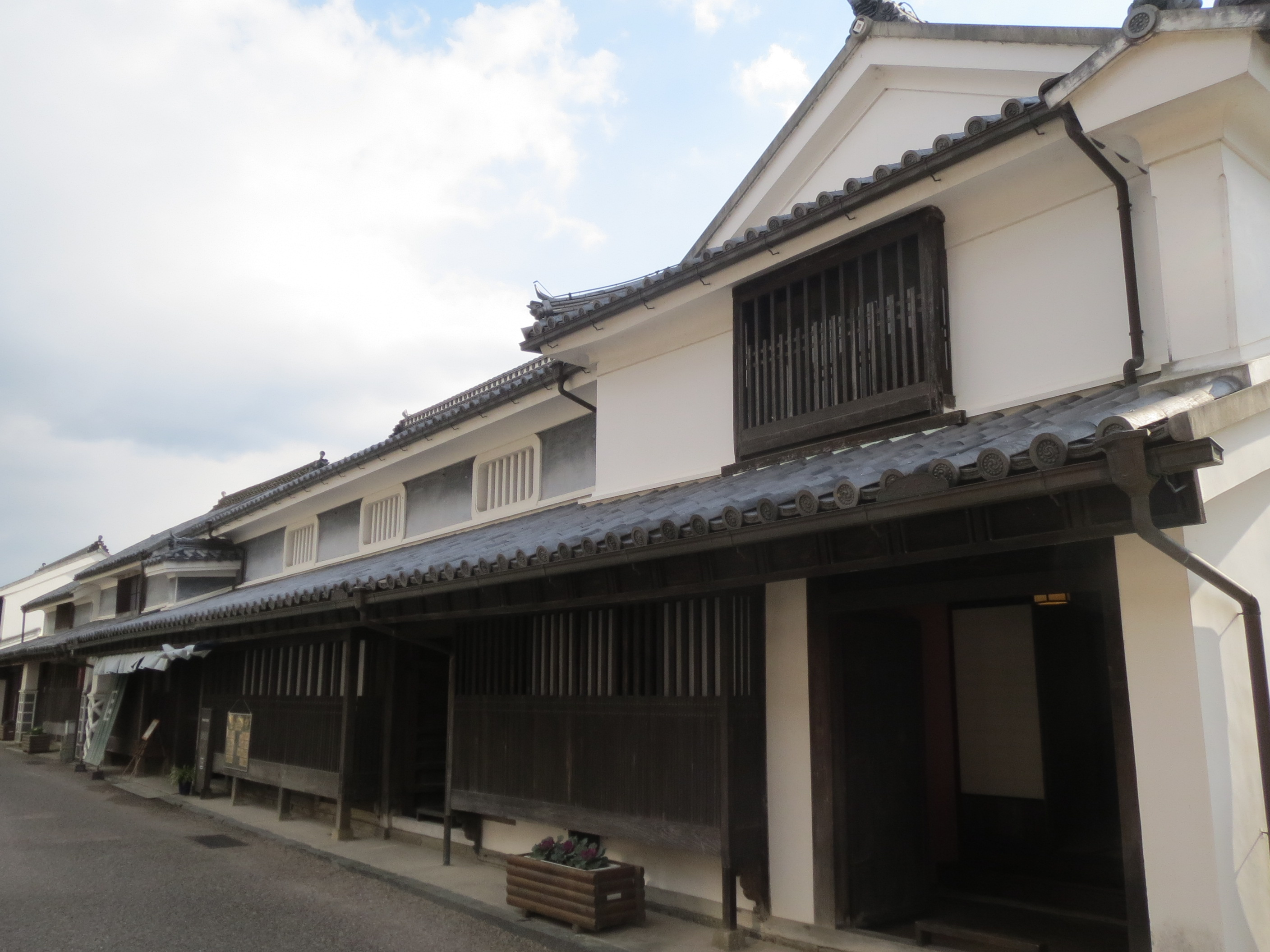
吉田家住宅
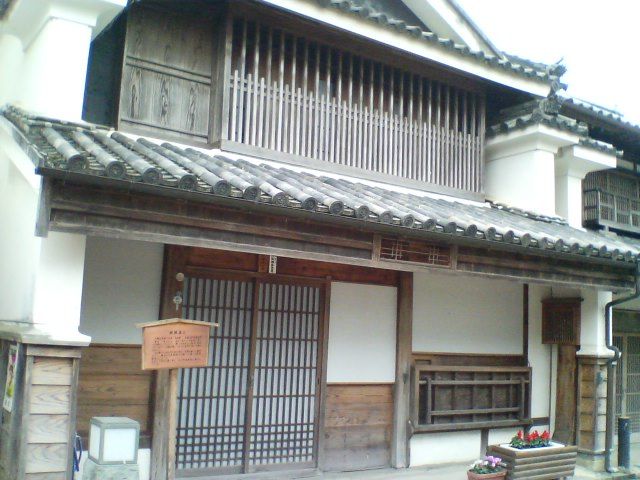
小野五平誕生住所

## 外部連結
- （日語） 美馬市脇町南町 （页面存档备份，存于）（文化遺產線上）
- （日語） 卯建  （页面存档备份，存于） - 美馬市觀光協會
- 美馬市脇町南町（google街景）